# Vama Buzăului
Vama Buzăului é uma comuna romena localizada no distrito de Brașov, na região histórica da Transilvânia. A comuna possui uma área de 156.63 km² e sua população era de 3321 habitantes segundo o censo de 2007.